# Muscolo sartorio
Il muscolo sartorio è un lungo muscolo stretto e allungato (anatomicamente non è definito nastriforme) situato nella parte anteriore della coscia, ed è di fatto il muscolo più lungo del corpo umano . 
Il nome del muscolo sartorio (muscolo del sarto) deriva dalla posizione a gamba accavallata tipica dei sarti: infatti, per raggiungere questa posizione, si utilizza la contrazione proprio di questo muscolo.

## Anatomia
Origina dalla spina iliaca anteriore superiore e si inserisce sulla superficie mediale dell'epifisi prossimale della tibia per mezzo di un tendine comune ai muscoli gracile e semitendinoso, il quale, per la sua forma, prende il nome di "zampa d'oca" (pes anserinus). Il muscolo sartorio decorre quindi dall'alto in basso e dall'esterno all'interno.

## Innervazione
È innervato, come tutti i muscoli anteriori della coscia, dal nervo femorale.

## Azione
Consente la rotazione interna della tibia e la flessione della gamba sulla coscia. Inoltre flette, ruota esternamente e abduce la coscia. È importante per la deambulazione.

## Rapporti
Al di sotto del muscolo sartorio si incontra il canale degli adduttori anche detto di Hunter, che mette in relazione la faccia anteriore del muscolo sartorio con il cavo popliteo. Il canale degli adduttori dà passaggio ai vasi femorali e al nervo safeno.
Il muscolo sartorio è un muscolo biarticolare, perché passa attraverso l'articolazione dell'anca e del ginocchio e quindi può agire su entrambe.
Il suo margine mediale costituisce, prossimalmente, il limite laterale del triangolo femorale.

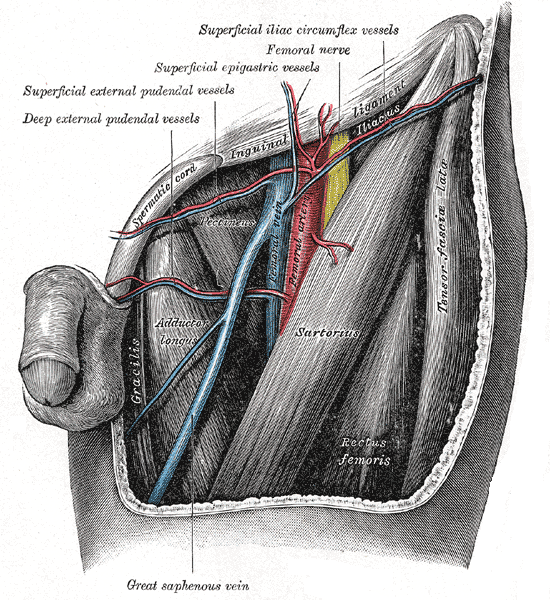
Il triangolo femorale (arto sinistro). Le sue delimitazioni, oltre al sartorio, sono il muscolo adduttore lungo (medialmente) e il legamento inguinale (superiormente).